# Acronyctodes
Acronyctodes is een geslacht van vlinders van de familie spanners (Geometridae), uit de onderfamilie Ennominae.

## Soorten
- A. cautama Schaus, 1901
- A. insignita Edwards, 1884
- A. leonilaria Hoffmann, 1936
- A. mexicanaria Walker, 1860
- A. thinballa Dyar, 1916